# جزایر تورس

The Torres Islands

جزایر تورس (انگلیسی: Torres Islands) در شمالی‌ترین بخش کشور وانواتو قرار دارند.